# Kastriot Imeri
Kastriot Imeri (Ginebra, 27 de junio de 2000) es un futbolista suizo que juega en la demarcación de centrocampista para el F. C. Thun de la Superliga de Suiza.

## Selección nacional
Tras jugar con la selección de fútbol sub-16 de Suiza, la sub-17, la sub-18, la sub-19, la sub-20 y la sub-21, hizo su debut con la selección absoluta el 12 de noviembre de 2021 en un partido de clasificación para la Copa Mundial de Fútbol de 2022 contra Italia que finalizó con un resultado de empate a uno tras el gol de Silvan Widmer para Suiza, y de Giovanni Di Lorenzo para Italia.

## Clubes
| Club                | País  | Año       | Partidos | Goles |
| ------------------- | ----- | --------- | -------- | ----- |
| Servette F. C.      | Suiza | 2017-2022 | 148      | 22    |
| B. S. C. Young Boys | Suiza | 2022-2025 | 75       | 9     |
| F. C. Thun (cedido) | Suiza | 2025-     |          |       |

## Palmarés

### Títulos nacionales
| Título             | Club                | País  | Año  |
| ------------------ | ------------------- | ----- | ---- |
| Challenge League   | Servette F. C.      | Suiza | 2019 |
| Superliga de Suiza | B. S. C. Young Boys | Suiza | 2023 |
| Copa de Suiza      | B. S. C. Young Boys | Suiza | 2023 |
| Superliga de Suiza | B. S. C. Young Boys | Suiza | 2024 |